# Главный каталог космических объектов Системы контроля космического пространства
Главный каталог космических объектов Системы контроля космического пространства (ГККО СККП) — закрытая от свободного доступа российская единая база данных, содержащая координатную и некоординатную информацию о каждом космическом объекте (КО) искусственного происхождения на высотах от 120 км до 50 тыс. км.

## Ведение каталога
Ведение ГККО осуществляется специалистами Воздушно-космических сил (ВКС). При этом осуществляется распознавание космических объектов, в том числе селекция, идентификация и определение их целевого назначения и государственной принадлежности, автоматическое установление фактов запуска, маневра и схода КО с орбиты, определение и систематическое уточнение параметров их орбит. Информация собирается в главном центре контроля космического пространства. Ежесуточно для поддержания ГККО специалистами Космических войск ВКС обрабатывается более 60 тыс. измерений. Один раз в полгода, в соответствии с международными договорённостями, производится обмен информацией с Соединёнными Штатами Америки, о состоянии главного каталога.

## Назначение
ГККО СККП предназначен для долговременного хранения орбитальной измерительной радиолокационной, оптической, радиотехнической и специальной информации о КО искусственного происхождения на высотах от 120 километров до 50 тысяч километров, а также для прогнозирования их движения с необходимой точностью,

## Содержимое каталога
В каталоге содержится информация о 1500 показателях характеристик каждого КО на высотах от 120 км до 50 тыс. км, включая набор элементов орбит, достаточный для прогнозирования его движения с необходимой точностью, международный номер-идентификатор, данные о времени и месте пуска, типе объекта, назначении, массе и размере.